# Нікольченко Влада Ігорівна
Нікольченко Влада Ігорівна (нар. 9 грудня 2002, Харків) — українська гімнастка, що виступає в індивідуальній першості. З 2018 року лідер збірної України. На своєму першому в кар‘єрі чемпіонаті світу в Софії фінішувала 4 у багатоборстві. Є переможницею фіналу Гран-прі 2018 і дворазовою володаркою Кубку світу у вправі з булавами. Призерка чемпіонату Європи і Європейських ігор. Майстер спорту України. Після скандального висловлювання про Польщу була виключена зі складу збірної а Українська федерація гімнастики розпочала дисциплінарне провадження. 29 травня 2024 року оголосила про завершення спортивної кар'єри.

## Здобутки

### 2017
- Чемпіонат України. Багатоборство. [5]

### 2018
- Гран-Прі Тьє. Тьє. Обруч. [6]
- Гран-Прі Холон. Обруч, булави.[5]
- етап Кубка світу з художньої гімнастики. Софія. Булави.[5]
- етап Кубка світу з художньої гімнастики. Пезаро. Булави.[5]
- етап Кубка світу з художньої гімнастики. Баку. Багатоборство . Булави . Стрічка .[7]
- етап Кубка світу з художньої гімнастики. Мінськ. Обруч [8]

### 2019
- Чемпіонат Європи 2019. Баку. Булави
- II Європейські ігри. Мінськ. Обруч [9]
- II Європейські ігри. Мінськ. Булави .
- Чемпіонат світу. Баку. Булави [10]

### 2020
На чемпіонаті Європи в Києві, Україна, Влада разом з Вікторією Онопрієнко були в попередній заявці України на турнір, однак, на представленні команди було повідомлено, що через «стрес» Влада «не готова виступати на цьому турнірі», тому її місце посяде Єва Мелещук. Проте за дві доби рішення було змінено: Влада потрапила в остаточну заявку команди замість Вікторії Онопрієнко. В фіналі абсолютної першості з результатом 90,000 балів посіла восьме місце.

### 2021
У березні перехворіла на COVID-19, у квітні повернулась до тренувального процесу.
Дебютувала в сезоні на чемпіонаті Європи в Варні, Болгарія, де продемонструвала 13 місце в абсолютній першості, до фіналів в окремих видах не кваліфікувалась.
На гран-прі в Тель-Авіві, Ізраїль, останньому міжнародному турнірі перед Олімпійськими іграми, за результатами абсолютної першості формувався склад команди збірної України на Ігри. Влада посіла восьме місце, поступившись Христині Пограничній та Вікторії Онопрієнко, які відповідно показали п'яте та шосте місце.
30 липня повідомила в інстаграмі, що робить перерву в спортивній кар'єрі через необхідність відновлення здоров'я після перенесення КОВІД-19 у важкій формі. Рішення про відновлення кар'єри залежатиме від стану здоров'я. Переїхала до Об'єднаних Арабських Еміратів тренувати.
2022
В лютому після медичного огляду виявлено серйозну травму плеча, яка потребувала хірургічного втручання, але через повномасштабне вторгнення росії в Україну операцію перенесено на вересень, після якої три місяці відновлення не передбачали жодних фізичних навантажень на суглоб.
2023
Відновила тренування. За два тижні до національної першості повернулась до Києва та відновила тренування у Ірини Дерюгіної. На чемпіонату України в абсолютній першості посіла дванадцяте місце та відібралась до двох фіналів в окремих видах (м'яч та стрічка), де виборола бронзову нагороду у вправі зі стрічкою.

## Результати на турнірах
| Рік  | Змагання                          | Команда | АП  |   |   |   |   |
| ---- | --------------------------------- | ------- | --- | - | - | - | - |
| 2020 | «LA Lights 2020»                  |         | 1   | 3 | 1 | 2 | 3 |
| 2020 | Етап Гран-прі в Тарту             |         | 10  |   | 4 | 3 |   |
| 2020 | Етап Гран-прі в Брно              |         | 6   | 3 | 1 |   | 1 |
| 2020 | Командний чемпіонат України       |         | 3   |   |   |   |   |
| 2020 | Гран-прі. «Кубок Дерюгіної». Київ |         | 5   |   | 4 | 1 | 4 |
| 2020 | Чемпіонат України                 |         | 1   |   |   |   |   |
| 2020 | Чемпіонат Європи                  |         | 8   |   |   |   |   |
| 2021 | Кубок України. Дніпро             |         | DNF | 3 | 6 | 3 |   |
| 2021 | Чемпіонат Європи                  |         | 13  |   |   |   |   |
| 2021 | Гран-прі. Тель-Авів               |         | 8   |   |   |   |   |
| 2023 | Чемпіонат України                 |         | 12  |   |   |   | 3 |
| 2023 | Кубок України                     |         | 2   |   |   |   |   |
| 2023 | Варшавська осінь                  |         | 1   |   |   | 1 |   |
| 2024 | Міжнародний турнір Miss Valentinе |         | 2   |   | 1 |   | 1 |
| 2024 | Кубок світу. Афіни                |         | 18  |   |   |   |   |
| 2024 | Чемпіонат України                 |         | 4   |   |   |   |   |

## Скандали
У листопаді 2023 року виклала в «Інстаграм» світлину із аеропорту ім. Фрідеріка Шопена, до якої додала текст, у якому звинуватила Польщу у зіпсованому настрої. Вона написала, що ненавидить до Польщу та її народ. На цей допис миттєво відреагував генеральний секретар Федерації гімнастики Польщі Пйотр Дец. Після чого Українська федерація гімнастики принесла свої вибачення, а Нікольченко було виключено зі складу збірної.
19 червня 2025 року Нікольченко стала на захист російської мови, відреагувавши на промову Катерини Мотрич, вдови український актор Юрія Феліпенка, який загинув 15 червня 2025 року. Катерина Мотрич під час прощання в Театрі на Подолі, проголосила промову, в якій попросила українців «убити в собі все російське». Це висловлювання Катерини Мотрич обурило Нікольченко. Нікольченко назвала прохання Катерини Мотрич «насильницьким переходом» та «розгоном конфлікту», заявивши: «Ви ось цим насильницьким переходом на українську мову, ось цим розгоном конфлікту — ви самі відбиваєте бажання перейти на якусь мову. Ви це розумієте?»

## Державні нагороди
- Медаль «За працю і звитягу» (15 липня 2019) —За досягнення високих спортивних результатів II Європейських іграх у м. Мінську (Республіка Білорусь), виявлені самовідданість та волю до перемоги, піднесення міжнародного авторитету України[25]